# Gonzalo García de Vitoria
Gonzalo García de Vitoria (nacido en Bilbao el 3 de febrero de 1971) es un entrenador de baloncesto español que actualmente es entrenador del Baloncesto Sevilla de la Primera FEB.

## Trayectoria deportiva
Su trayectoria comienza enrolado en el Personal Técnico del Autocid Ford Burgos, también de Adecco Oro, y de otros clubes de las Competiciones FEB como Universidad Complutense, C.B. Pozuelo, ADB Hellín y C.B. Guadalajara.
Dirigió durante cinco temporadas al primer equipo de la ciudad autónoma de Melilla, la primera de ellas en calidad de segundo entrenador. En Melilla se había convertido en una figura muy importante en la historia del club de la ciudad, tras lograr el título de la Copa Príncipe en 2010 y quedarse a un solo paso del ascenso a ACB en las temporadas 2009-2010 y 2011-2012. El último curso, no obstante, el conjunto norteafricano no rindió al nivel esperado y terminó descendiendo al terminar la fase regular como último clasificado. 
En 2013 se convierte en el entrenador del Club Ourense Baloncesto, tras la firma de un contrato que se prorrogaría un año más en caso de clasificar al equipo para disputar las eliminatorias de ascenso.
En la temporada 2014-2015 logra el ascenso con el COB a la ACB, que no se materializa por una extraña jugada por parte está última. Aun así, el equipo logra el compromiso de que la temporada 2016-2017, estarán en la ACB. 
En la temporada 2015-2016, en lo que se debiera ser una transición hacia la ACB, el equipo haciendo una campaña impecable logra meterse en los playoff de ascenso como octavos en la Liga Regular, siendo eliminados por Burgos (3-2) en una serie que se resolvió el 5º partido en Burgos.
Al término de la temporada 2020-21, no logra evitar el descenso del conjunto gallego a Liga LEB Plata, poniendo fin así a 8 temporadas como entrenador del Club Ourense Baloncesto.
El 3 de julio de 2021, firma por el Club Baloncesto Lucentum Alicante de la LEB Oro.
El 25 de mayo de 2022, se hace oficial que el técnico bilbaíno y el club lucentino separan sus caminos de cara a la próxima temporada.
El 18 de enero de 2023, el club Melilla Baloncesto (Melilla Sport Capital) hace oficial su fichaje tras la destitución de Óscar Lata, lo que supondrá la vuelta del bilbaíno a la ciudad autónoma diez años después.
El 18 de enero de 2023, regresa al Melilla Baloncesto de la Liga LEB Oro, para sustituir a Óscar Lata.
El 28 de junio de 2023, firma como entrenador ayudante de Txus Vidorreta en el Lenovo Tenerife, equipo en milita en Liga Endesa.
El 5 de agosto de 2024, firma como entrenador del Real Betis Baloncesto de la Primera FEB.

## Clubs
- 2006-2007: Rayet Guadalajara. (Liga EBA)
- 2007-2008: Autocid Ford Burgos. (LEB Oro)
- 2008-2009: Club Melilla Baloncesto. (LEB Oro). Entrenador Ayudante.
- 2009-2013: Club Melilla Baloncesto. (LEB Oro)
- 2013-2021: Club Ourense Baloncesto. (LEB Oro/Liga ACB)
- 2021-2022: Lucentum Alicante. (LEB Oro)
- 2023: Club Melilla Baloncesto. (LEB Oro)
- 2023-2024: Lenovo Tenerife. (Liga ACB). Entrenador Ayudante.
- 2024-Act.: Baloncesto Sevilla. (Primera FEB)

## Internacional
- Entrenador Ayudante Selección Española U20 Nova Gorica ’07 (Subcampeón de Europa)
- Entrenador Ayudante Selección Española U18 Onil ’07 (Campeón Torneo)
- Entrenador Ayudante Selección Española U18 Mannheim ‘08
- Entrenador Ayudante Selección Española U18 Amaliada Y Pyrgos ’08.
- 5º puesto y clasificación para el Mundial U19 en Nueva Zelanda